# Get on with Your Life
"Get on with Your Life" är en sång av den svenska sångerskan Stina Nordenstam från 2004. Låten finns med på hennes studioalbum The World Is Saved (2004), men utgavs också som singel samma år. B-sidan var en remix av Pluxus.

## Låtlista
1. "Get on with Your Life (Album Version)" - 3:26
2. "Get on with Your Life (Pluxus Remix)" - 3:40

## Coverversioner
David Sandström gjorde en cover på låten på sitt album Go Down! (2005).

## Listplaceringar
| Lista (2004) | Topplacering |
| ------------ | ------------ |
| Sverige      | 35           |